# Myrmelachista donisthorpei
Myrmelachista donisthorpei är en myrart som beskrevs av Wheeler 1934. Myrmelachista donisthorpei ingår i släktet Myrmelachista och familjen myror. Inga underarter finns listade i Catalogue of Life.